# 短軸舵鰹
短軸舵鰹為輻鰭魚綱鱸形目鯖亞目鯖科的其中一種，分布於中東太平洋區，從美國加州至厄瓜多海域，本魚身體細長，健壯的，呈圓柱形;背鰭相距甚遠;第二背鰭有8離鰭;胸鰭長，體色深藍紫色;頭幾乎是黑色，體長可達40公分，為大洋性魚類，屬肉食性，可做為食用魚。

## 擴展閱讀
維基物種上的相關：短軸舵鰹